# Алан Паскоу
Алан Паскоу (англ. Alan Pascoe, 11 жовтня 1947) — британський легкоатлет, олімпійський медаліст.

## Виступи на Олімпіадах
| Олімпіада     | Дисципліна                    | Місце          |
| ------------- | ----------------------------- | -------------- |
| Мехіко 1968   | біг на 110 метрів з бар'єрами | 4 h5 r1/3      |
| Мюнхен 1972   | біг на 110 метрів з бар'єрами | 7 h2 r2/3      |
| Мюнхен 1972   | естафета 4 x 400 метрів       | 2              |
| Монреаль 1976 | біг на 400 метрів з бар'єрами | 8              |
| Монреаль 1976 | естафета 4 x 400 метрів       | участь h1 r1/2 |